# ألبرت هودجز
ألبرت هودجز (بالإنجليزية: Albert Hodges) هو لاعب شطرنج أمريكي، ولد في 21 يوليو 1861 في ناشفيل في الولايات المتحدة، وتوفي في 3 فبراير 1944 في نيويورك في الولايات المتحدة.

## وصلات خارجية
- ألبرت هودجز على موقع مباريات الشطرنج (الإنجليزية)
- ألبرت هودجز على موقع 365Chess.com (الإنجليزية)